# Пул (билијар)
Пул билијар (енгл. Pool) или билијар са рупама (рупаш) је варијанта билијара у којој сто за билијар има шест рупа и у којој је циљ убацити билијарске кугле у њих.

## Врсте

### Стрејт пул
У овој игри је циљ да играчи убаце што више кугли заредом. Низ се завршава уколико играч направи фаул или промаши куглу (односно не убаци ниједну куглу у једном потезу). Ова врста пула се може играти у бесконачност тако да се играчи углавном пре или у току партије договоре до колико освојених поена ће играти. На професионалном нивоу, обично се игра до 125 поена.

### Осмица
У осмици учествују седам пуних, седам шарених (празних) и црна кугла. Поента је убацити све кугле једне врсте и потом убацити црну куглу. Различити су стандарди и правила осмице у САД и у УК. Једна од највећих разлика је што се у САД користе пуне и шарене кугле, а у УК црвене и жуте.

### Деветка
У овој игри се на столу уз белу налази девет нумерисаних кугли бројевима од 1 до 9. Сврха је убацити и гађати кугле редом по бројевима, а победник је онај играч који убацити последњу куглу (са бројем 9).

### Руска пирамида
На столу су црна и 15 белих кугли. Црном се на почетку разбијају беле кугле, а касније се поени добијају убацивањем барем једне кугле у једном потезу. Победник партије (фрејма) је играч који скупи осам или више поена. Меч се игра на већи број добијених фрејмова.